# Коваррубиас-и-Лейва, Диего де
Диего де Коваррубиас-и-Лейва (исп. Diego de Covarubias y Leyva; 25 ноября 1512, Толедо — 27 сентября 1577, Мадрид) — испанский юрист и католический священник. Принадлежал к «саламанкской школе».

## Биография
Родился в городе Толедо в Испания 25 июля 1512 года. Его отцом был Алонсо де Каваррубиас, архитектор, спроектировавший часовню Новых королей в Толедском соборе. Младший брат Диего, Антонио де Коваррубиас (1514—1602), был профессором права в Университете Саламанки и выполнял обязанности консехеро в королевстве Кастилии.
Диего де Коваррубиас получил образование в Университете Саламанки, где изучал каноническое право у Мартина де Аспилькуэты и теологию у Франсиско де Витория и Доминго де Сото. В возрасте двадцати одного года Коваррувиас был назначен профессором канонического права в Университете Саламанки. Позже ему была поручена работа по реформированию этого учреждения, уже почтенного для своего возраста и законы составленные им, оставались в силе еще долгое время после него.
За его выдающиеся способности в юридической науке, он был провозглашен «испанским Бартолусом», так в большой библиотеке Овьедо, где в возрасте двадцати шести лет он стал профессором, не было ни одного тома, к которому он не аннотировал.
24 апреля 1556 года Коваррувиас был назначен Карлом V на архиепископский престол Сан-Доминго в Новом Свете, куда, однако он так и не пошел. 26 января 1560 года он был назначен епископом Сьюдад-Родриго в Испании. 28 апреля 1560 года он был рукоположен в епископа Фернандо де Вальдес-и-Салас, архиепископом Севильи, вместе с Мартином Пересом де Аяла, епископом Гуадиксом, и Диего де лос Кобос Молина, епископом Авилы, в качестве сохиротонистов. В этом качестве он присутствовал на Тридентском соборе, где, согласно заявлению его племянника, совместно с кардиналом Уго Буонкомпаньи (впоследствии папа Григорий XIII) он был уполномочен сформулировать постановления о реформе (De Reformatione) совета. Давление других обязанностей помешало Буонкомпаньи выполнять свою часть работы, поэтому задача была возложена только на Коваррувиаса.
Вернувшись в Испанию, Коваррувиас в 1565 году был переведен в архиепископа Сеговии. До этого времени его необыкновенные таланты проявлялись только в более или менее схоластических вопросах; впоследствии они должны были проявить себя также в практических делах государства. Назначенный в 1572 году членом Кастильского совета, два года спустя он был возведен на пост президента Государственного совета. На этом посту он добился огромных успехов. В то время как президент Государственного совета он был назначен Филиппом II на епископство Куэнка, но смерть помешала ему приступить к своим обязанностям. Коваррувиас умер в Мадриде 27 сентября 1577 года. Будучи епископом, он был главным соосвящателем Педро де ла Пенья, архиепископа Кито.

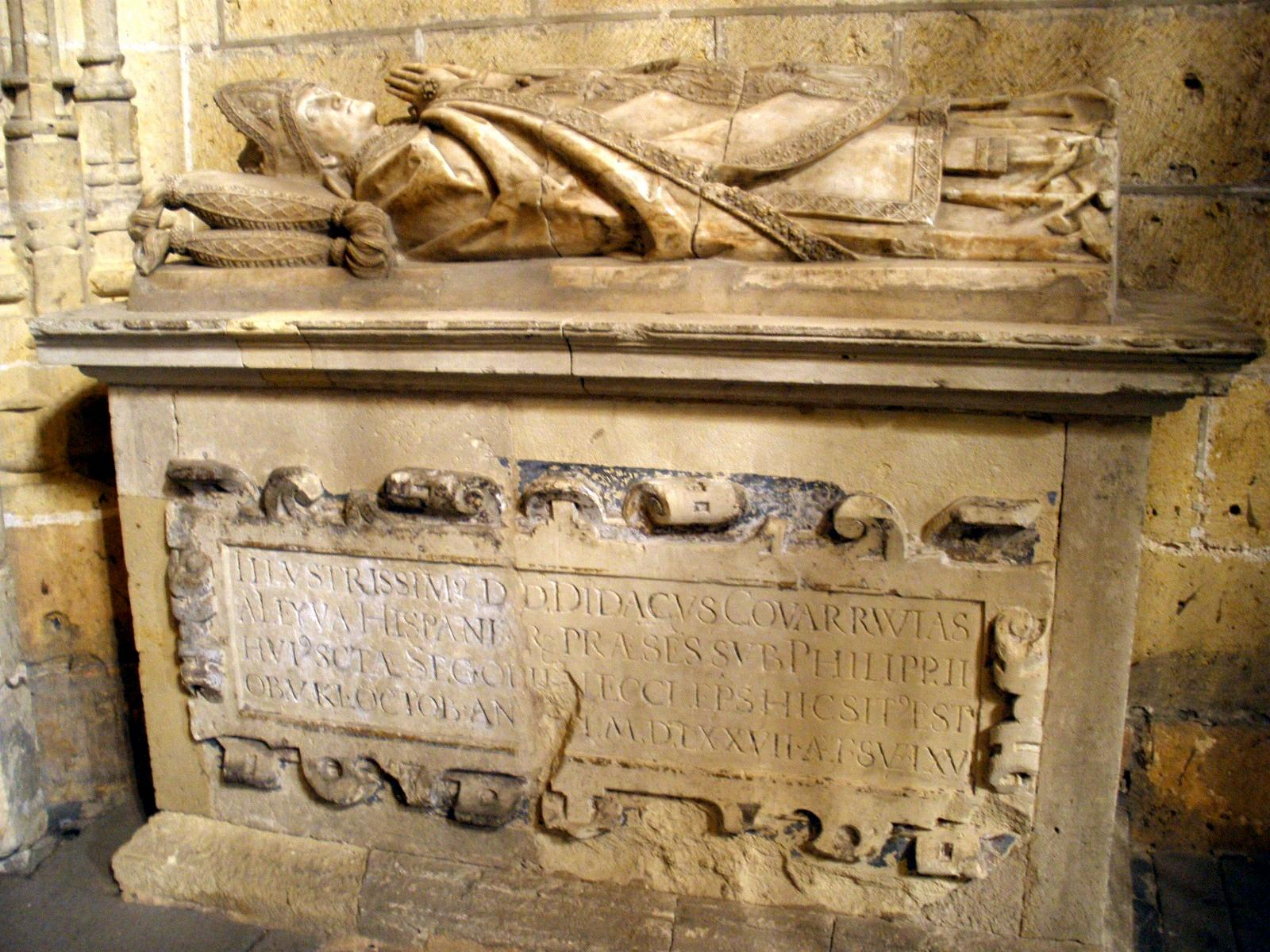
Могила в Сеговийском соборе

Умер 27 сентября 1577 года и был похоронен в мраморном саркофаге в Сеговийском соборе.